# Walter Wolf

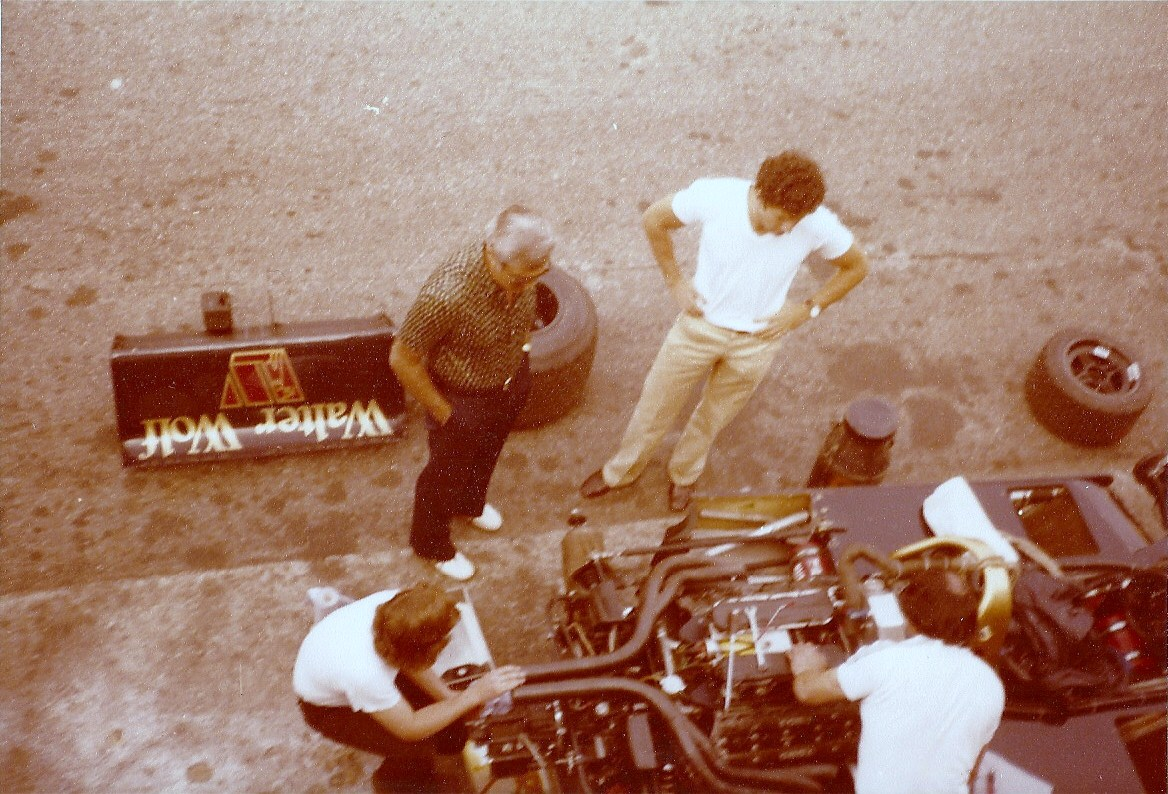
Walter Wolf (staande links) met Jody Scheckter

Walter Wolf (Graz, 5 oktober 1939) is een Canadees industrieel van Sloveense afkomst die in de jaren 70 van de twintigste eeuw zijn fortuin heeft gemaakt met het leveren van boormaterieel aan oliemaatschappijen die olie boorden in de Noordzee. 
In 1976 besloot hij in de Formule 1 te stappen, het eerste jaar als mede-eigenaar en geldschieter van het pas opgerichte Formule 1 team van Frank Williams. Vanaf 1977 besloot Williams alleen verder te gaan als Williams Grand Prix Engineering en zou later 9 wereldkampioenschappen F1 bij de constructeurs behalen. 
Wolf ging in 1977 eveneens solo verder als Walter Wolf Racing. Met Jody Scheckter als coureur wist het team meteen de debuutrace te winnen. Er zouden dat jaar nog twee overwinningen volgen, de enigen in het bestaan van het team dat na seizoen 1979 werd ontbonden. 
Walter Wolf is sinds 1996 opgenomen in de Canadian Motorsport Hall of Fame.